# Municipio de Newcastle-under-Lyme
Newcastle-under-Lyme es un distrito no metropolitano con el estatus de municipio, ubicado en el condado de Staffordshire (Inglaterra). Tiene una superficie de 210,96 km². Según el censo de 2001, Newcastle-under-Lyme estaba habitado por 122 030 personas y su densidad de población era de 578,45 hab/km². Fue constituido el 1 de abril de 1974 bajo la Ley de Gobierno Local de 1972 como una fusión del antiguo municipio de Newcastle-under-Lyme, el distrito urbano de Kidsgrove y el distrito rural de Newcastle-under-Lyme.